# Casas de Don Pedro (kommun)
Casas de Don Pedro är en kommun i Spanien.   Den ligger i provinsen Provincia de Badajoz och regionen Extremadura, i den centrala delen av landet, 200 km sydväst om huvudstaden Madrid. Antalet invånare är 1 646.